# Europa Agora!
O "Europa Agora!" (montenegrino e sérvio : Pokret "Evropa triste!" / Покрет "Европа сад!" ; PES!), comumente conhecido simplesmente como Europe Now! (Evropa triste! / Европа сад!; abbr. ES! ) é um movimento político centrista, anticorrupção e pró-europeu em Montenegro, fundado em junho de 2022 pelos ex- ministros das Finanças e Economia, Milojko Spajić e Jakov Milatović . Ele se descreve como um movimento com foco econômico e é econômica e socialmente liberal .

## desempenho eleitoral

### Eleições presidenciais
| Eleição | Candidato       | 1ª turno | 1ª turno | 2ª turno | 2ª turno | Resultado |
| Eleição | Candidato       | votos    | %        | votos    | %        | Resultado |
| ------- | --------------- | -------- | -------- | -------- | -------- | --------- |
| 2023    | Jakov Milatovic | 97.858   | 28,92%   | 221.592  | 58,88%   | Eleito    |